# Costas Varotsos
Costas Varotsos (auch Kōstas Barōtsos griechisch Κώστας Βαρώτσος, geboren 1955 in Athen) ist ein griechischer Bildhauer. Bei seinen Installationen und Skulpturen arbeitet er häufig mit dem Material Glas. Er ist seit 1999 Professor für Kunst an der Aristoteles-Universität Thessaloniki.

## Leben und Werk

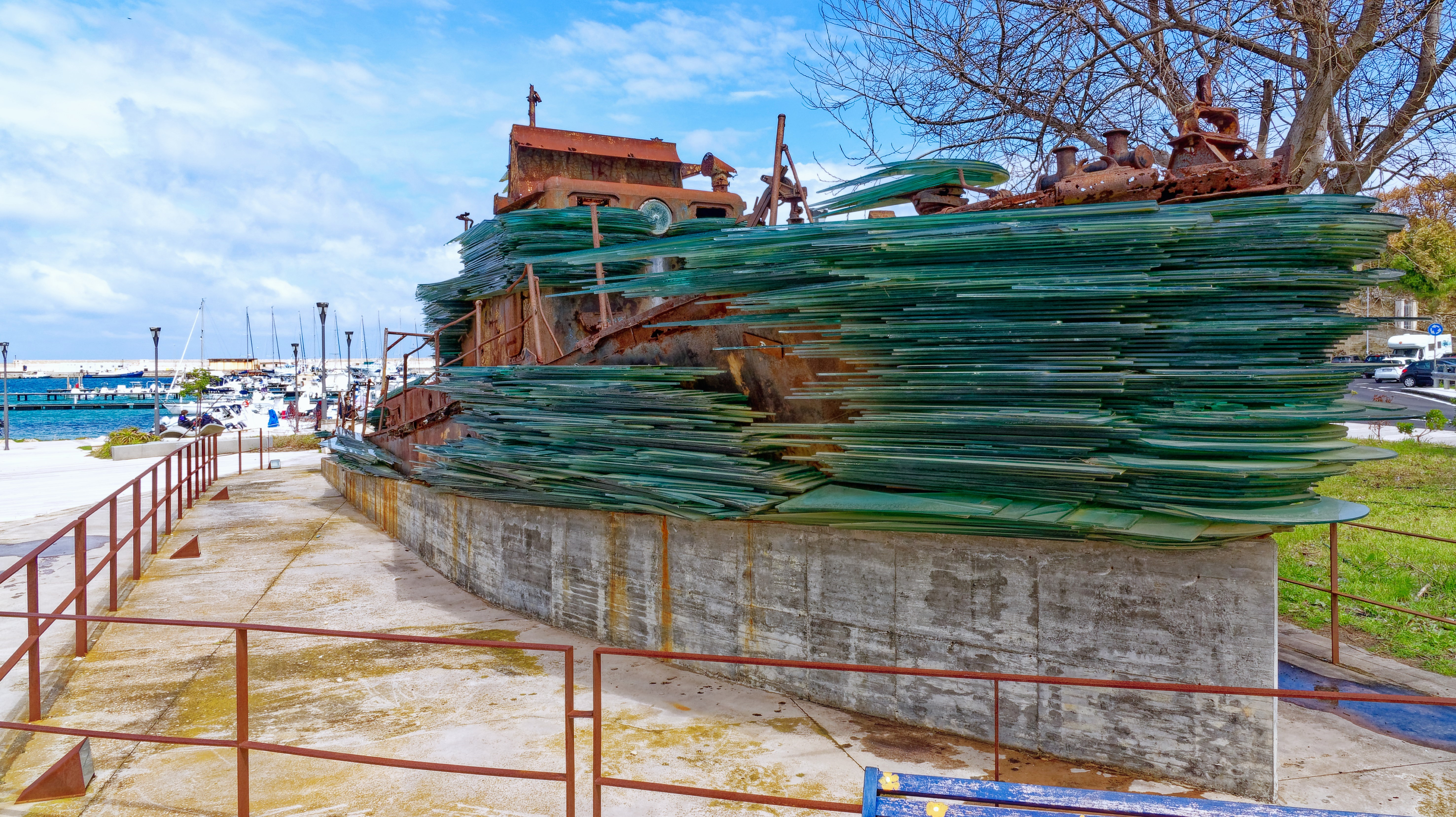
Costas Varotsos: L’Approdo, Opera all' Umanita Migrante, Otranto

Der 1955 in Athen geborene Varotsos studierte von 1973 bis 1976 Kunst an der Accademia di Belle Arti di Roma und von 1976 bis 1981 Architektur an der Scuola di Architettura der Universität Pescara. In Pescara begann er mit ersten Performances und Ausstellungen. Seine erste Einzelausstellung hatte er 1982 in der Galerie Desmos in Athen. Im selben Jahr nahm er an der Europalia-Ausstellung in Brüssel teil. Zu Beginn bewegte sich der Künstler zwischen den Gattungen Malerei und Skulptur, wenig später fokussierte es sich auf transparente Materialien. Schon früh setzte er sich dabei nicht nur mit der Kunst, sondern auch mit der Umgebung des Kunstwerks auseinander. So entstanden viele Werke als künstlerische Intervention direkt für einen bestimmten Ort im Stadt- oder Naturraum. So schuf er 1983 eine große Skulptur aus Glasscheiben mit dem Titel Poet I vor dem Famagusta-Tor in Nikosia. Als Weiterentwicklung entstand die acht Meter hohe Skulptur Der Läufer, die 1988 zunächst auf dem zentralen Omonia-Platz in Athen aufgestellt wurde und heute in der Nähe der Athener Nationalgalerie steht. Für 1990–1991 erhielt er ein Fulbright-Stipendium und lebte ein Jahr in New York City. Seine Werke wurden in zahlreichen Ausstellungen in Griechenland und im Ausland gezeigt. Er nahm 1987 an der Biennale von São Paulo teil und stellte auf der Biennale di Venezia 1993 im italienischen Pavillon und 1999 zusammen mit weiteren Künstlern im griechischen Pavillon aus. 2017 zeigte er in Kassel auf der documenta 14 seine Installation Ohne Titel im Museum Fridericianum. Varotsos ist seit 1999 Professor für Kunst an der Aristoteles-Universität Thessaloniki.

## Werke in öffentlichen Sammlungen (Auswahl)

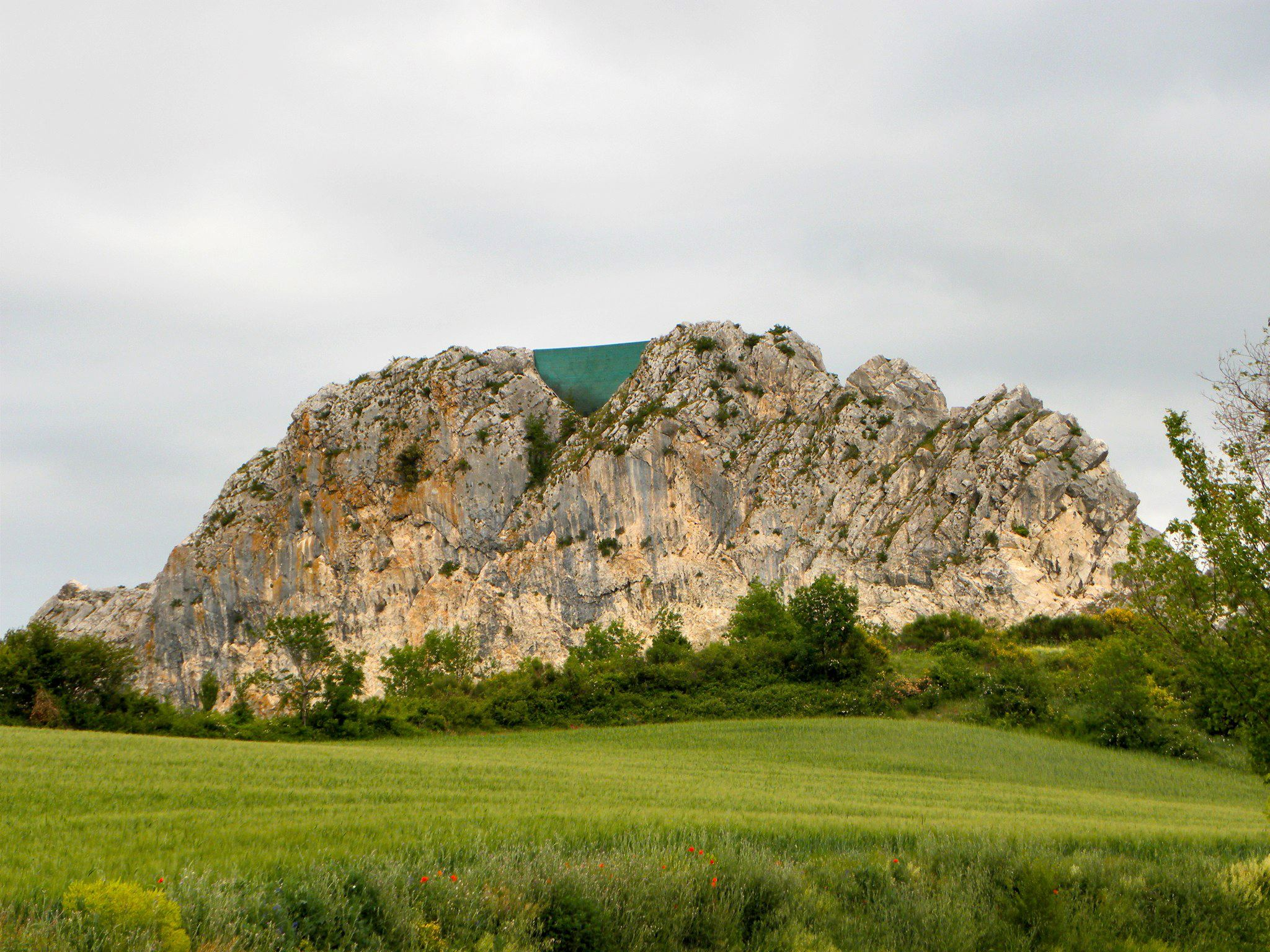
Costas Varotsos: La Morgia, Gessopalena

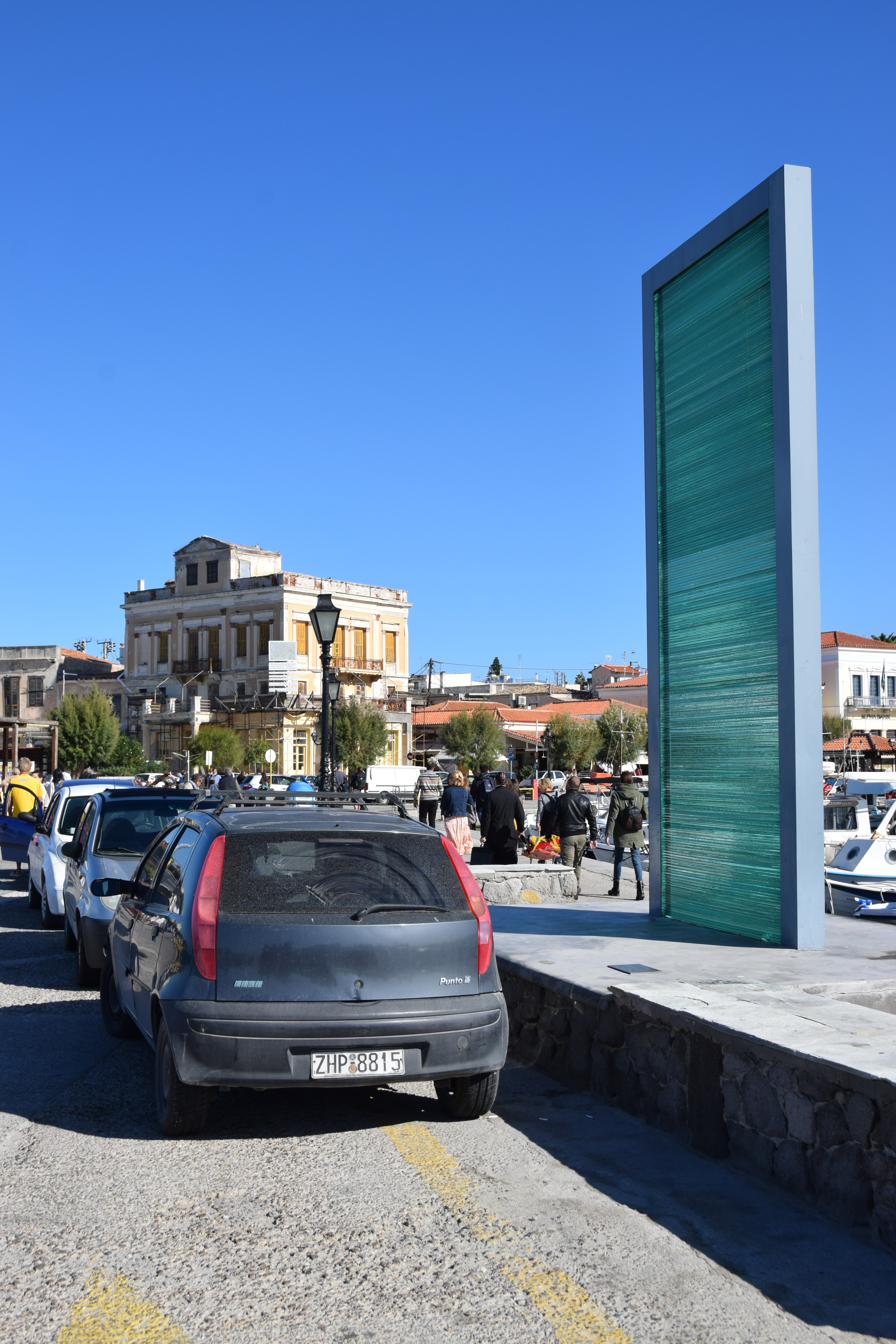
Costas Varotsos: Tor von Ägina, Ägina

- Pyramid – Nizza, Musée d’Art Moderne et d’Art Contemporain
- Globe – Nizza, Musée d’Art Moderne et d’Art Contemporain
- Horizons – Antwerpen, Museum van Hedendaagse Kunst Antwerpen
- Ohne Titel – Lausanne, Musée de design et d’arts appliqués contemporains
- Ohne Titel – Athen, Nationales Museum für Zeitgenössische Kunst
- Zukunft gesehen durch die Vergangenheit – Athen, Benaki-Museum
- Arazzi – Rom, Museo d’Arte Contemporanea di Roma
- Icastica – Arezzo, Museo civico d’arte moderna e contemporanea
- Die Wahrheit ist immer eine andere – Rom, Galleria Nazionale d’Arte Moderna

## Werke im öffentlichen Raum (Auswahl)
- Anelixis I – Athen, Grünfläche an der Agiou Konstantinou
- Anelixis II – Nikosia, Zypern
- Contiguous Currents – Palm Beach, Vereinigte Staaten, City Hall Square
- Die Brücke – Steffisburg, Schweiz
- Der Läufer – Athen, Platz der Megali tou Genous Scholi
- Ernergy – Castelnuovo Berardenga, Italien, Parco Sculture del Chianti
- Gefallenendenkmal – Veria, Griechenland
- Gefallenendenkmal – Thermi, Griechenland
- Griechsches Theater – Marousi, Griechenland
- Horizon – San Diego, La Jolla, Vereinigte Staaten
- Horizon – Drama, Griechenland
- Horizon – Geraki, Griechenland
- Horizon – Kartause von Padula, Italien
- Horizon – Ermoupoli, Griechenland
- L’Approdo, Opera all' Umanita Migrante – Otranto, Italien, Mahnmal für das Schiffsunglück von Otranto
- La Morgia – Berg bei Gessopalena, Italien
- La Totalita I – Turin, Italien, Piazza Benefica
- La Totalita II – Turin, Italien, vor dem Hochhaus Intesa Sanpaolo
- Mond von Alexendria – Alexandria, Ägypten, vor der Bibliotheca Alexandrina
- Ohne Titel – Bützberg, Schweiz, Kreisel Zürichstrasse
- Paesagio con Rovine – Gibellina, Italien
- Peristeri 2011 – Peristeri, Griechenland
- Poet II – Nikosia, Zypern, Eleftheria-Platz
- Sinantisi – Palaio Faliro, Griechenland
- Spirale – Athen, vor der Nationalgalerie
- Spirale – Alimos, Griechenland, vor der Stadthalle
- Tension Energy – Luzern, Schweiz
- Tor von Ägina – Ägina, Griechenland, Promenade am Hafen
- Two Horizons – Fisciano, Italien, vor der Universität Salerno
- Zählen – Athen, Station Doukissis Plakentias der Metro Athen

## Auszeichnungen (Auswahl)
- 2004 Cavaliere della Repubblica Italiana – Verdienstorden der Italienischen Republik
- 2004 Key to the city of Palm Beach – Auszeichnung der Stadt Palm Beach
- 2007 Segno d’Oro – Preis der italienischen Zeitschrift Segno
- 2017 Kommandeur des Orden der Ehre (Griechenland)